# Омар Хасан
Омар Хасан (шп. Omar Hasan; 21. април 1971) бивши је професионални рагбиста и репрезентативац Аргентине.

## Каријера

### Клупска каријера
Након 6 година играња у аргентинској лиги за РК Натасион, отишао је на Нови Зеланд, где је играо за Велингтон. После епизоде у Велингтону, провео је и једну годину у Брамбисима у супер рагбију, па се вратио у Аргентину. После две сезоне у РК Натасион, отишао је у Француску. За Ажен је одиграо 47 утакмица и постигао 3 есеја, а за Тулуз је одиграо 87 утакмица и постигао је 1 есеј. Са Тулузом је освајао куп европских шампиона и титулу првака Француске.

### Репрезентација Аргентине
Играо је за Аргентину дуже од деценије и убраја се у највеће легенде аргентинског рагбија. За "Пуме" је дебитовао 4. марта 1995., против Уругваја. Баш на том дебију постигао је и једини есеј у репрезентативној каријери. Већ следеће године имао је већу минутажу, играо је у тест мечевима против Ол блекса, Спрингбокса, Црвених ружа и Канаде. Био је део селекције Аргентине на 3 светска првенства (1999, 2003, 2007).

## Успеси
Куп европских шампиона у рагбију, са Тулузом 2005.
Титула првака Француске, са Тулузом 2008.
Бронзана медаља са репрезентацијом Аргентине 2007.

## Приватан живот
Велики је љубитељ опере.